# Бальцер, Карин
Ка́рин Ба́льцер (нем. Karin Balzer; 5 июня 1938, Магдебург, Бранденбург — 17 декабря 2019, Хемниц) — немецкая барьеристка, чемпионка и призёрка Олимпийских игр, многократная чемпионка Европы, рекордсменка мира, участница четырёх Олимпийских игр (1960—1972).

## Биография
Первая Олимпиада в Риме для 21-летней спортсменки прошла не очень удачно — она остановилась на полуфинальной стадии соревнований в беге на 80 метров с барьерами. Первый международный успех пришёл в 1962 году в Белграде, когда Бальцер стала вице-чемпионкой Европы. Через два года немка одержала победу в Токио и получила звание чемпионки Олимпийских игр.
В дальнейшем трижды (1966, 1969, 1971) завоёвывала звание чемпионки Европы. Параллельно регулярно выигрывала континентальные первенства (до 1970 года — континентальные игры) в помещении. Дважды (1967, 1970) побеждала в барьерном спринте в рамках розыгрышей Кубка Европы.
На своей третьей Олимпиаде в Мехико стала пятой, а на последних в карьере, четвёртых Олимпийских играх в 1934 году завоевала «бронзу» в беге на 100 метров с барьерами. Завершила спортивную карьеру в 1973 году.
На протяжении всей своей карьеры установила 7 мировых рекордов в барьерном спринте, включая первый официально зарегистрированный мировой рекорд по бегу на 100 метров с барьерами (июнь 1969).
Параллельно с соревнованиями в 1963—1970 годах получила квалификацию тренера по легкой атлетике.
Была достаточно разносторонней атлеткой и устанавливала национальные рекорды, кроме барьерного спринта, также и в беге на 200 метров, эстафетном беге 4×100 метров и многоборье.
В течение 1973—1976 годов работала тренером спортивного клуба в Лейпциге. В 1976 году получила диплом учителя физической культуры. В этом же году была куратором женской команды сборной ГДР по спринту и барьерному бегу. Руководство федерации заставляло её согласовывать использование её подопечными стероидов. Бальцер отказалась, и как «наказание», её тренировочная группа в Лейпциге была расформирована. Среди прочих, в эту группу входила будущая звезда барьерного спринта Восточной Германии Керстин Кнабе (вице-чемпионка мира 1983 года). После «неповиновения» была принудительно переведена вместе с мужем в Дрезден, где до 1987 года работала в разных учебных заведениях учителем физической культуры.
В 1987 году изъявила желание возобновить тренерскую карьеру и ради этого переехала с мужем в Хемниц. Система подготовки спортсменов высокого уровня в тогдашней Восточной Германии была неразрывно связана с допингом. Вследствие этого, наставники перспективных спортсменов доводили их до определённого уровня на тренировках, после чего такие спортсмены переходили «под опеку» спортивного клуба и других тренеров, в рамках которого существовала система допинговой «поддержки», а квалификация сопровождающего тренера имела второстепенное значение. Имея нулевую толерантность к таким методам подготовки, Бальцер оставила работу.
В 1990 году получила специальность в области социальной педагогики и читала лекции по этому предмету с 1991 по 1997 год.
В 1998 году возобновила тренерскую работу вместе с мужем. Среди их лучших воспитанников были младший сын Фальк (победитель Кубка мира (1998), бронзовый призёр чемпионата мира в помещении (1999), серебряный призёр чемпионата Европы (1998)) и Анья Рюкер (вице-чемпионка мира в беге на 400 метров (1999)). Карин Бальцер скончалась в возрасте 81 года после непродолжительной болезни.

### Личная жизнь
В 1961 году вышла замуж за своего тренера Карла-Хайнца Бальцера (умер в 2007 году), бывшего прыгуна с шестом. У них родилось двое сыновей. Старший сын Андреас (1965—1972) погиб в 1972 году вследствие травм, полученных в дорожно-транспортном происшествии. Трагедия произошла, когда мать находилась в Мюнхене и готовилась к Олимпиаде. Андреас умер за день до финала бега на 100 метров с барьерами, в котором Карин Бальцер была третьей с личным рекордом (12,90). Муж сообщил ей о смерти сына только после финального забега. Младший сын Фальк (род. 1973), бывший легкоатлет, специализировался в барьерном беге и тренировался у родителей.

## Побег из ГДР
В июле 1958 года 20-летняя Карин вместе со своим тренером и будущим мужем Карл-Хайнцем Бальцером бежала в Западную Германию. Причиной этому стал протест беглецов, вызванный решением федерации «перевести» Карин в спортивный клуб в Берлине и обязать Бальцера сфокусироваться в дальнейшей тренерской деятельности на прыжках с шестом (его специализация как спортсмена), что практически лишало его возможности тренировать Карин. Она была недовольна тем, что такое решение было принято без консультаций с ней самой, а Карл-Хайнц хотел совмещать свою тренерскую деятельность в прыжках с шестом с тренировками Карин в барьерном спринте.
Из-за угроз от Министерства государственной безопасности ГДР и опасений за судьбу родственников будущие супруги были вынуждены вернуться в ГДР в сентябре 1958 года. В наказание за побег, Карин была отстранена от соревнований на один год, а Карлу-Хайнцу Бальцеру было надолго запрещено сопровождать подопечную на любых соревнованиях за пределами ГДР. Вследствие этого, он не смог быть свидетелем её победы на Олимпиаде в Токио.